# Otter Creek (Vermont)
Der Otter Creek ist ein 180 km langer Zufluss des Lake Champlain im US-Bundesstaat Vermont.

## Flusslauf
Der Otter Creek entspringt an der westlichen Flanke des Mount Tabor, fließt zunächst nach Süden, um nach wenigen Kilometern in einem großen Bogen nach Norden umzuschwenken und in weitgehend gerader Linie in Richtung Lake Champlain zu fließen, in den er dann mündet. Er durchfließt die Hauptsiedlungen mehrerer towns; in drei davon – Middlebury, Weybridge und Vergennes – stürzt der ansonsten ruhige Fluss dabei über kleinere Wasserfälle. Aus diesem Grund ist der Otter Creek auch nur von der Mündung bis zum ersten dieser Fälle in Vergennes schiffbar. Während der Fluss bis in die 1970er Jahre – unterstützt durch die Eröffnung der Bahnstrecke Bellows Falls–Burlington 1847, die an der Westseite der Green Mountains dem Verlauf des Flusstales folgt – auch für die Transportschifffahrt genutzt wurde, dient heutzutage der Wasserweg ausschließlich dem Freizeitsport: Er wird sowohl von Kanuten als auch Anglern ausgiebig genutzt. In der Nähe der Flussmündung sind auch Motorboote verbreitet anzutreffen.
Auf seinem Weg nach Norden bildet der Fluss mehrere Sümpfe aus; davon ist das mit ca. 4.200 ha größte Gebiet, der Cornwall Swamp, seit 1974 als Naturpark Otter-Creek-Swamps unter Naturschutz gestellt. Es handelt sich dabei um das größte Naturschutzgebiet Vermonts.
Im Britisch-Amerikanischen Krieg von 1812 wurde unterhalb der Wasserfälle in Vergennes die amerikanische Flotte für den Lake Champlain auf Kiel gelegt. Zum Schutz der Flotte wurde an der Mündung des Flusses das Fort Cassin angelegt, nach dem dieser Punkt bis heute benannt ist.